# Fotogrametria

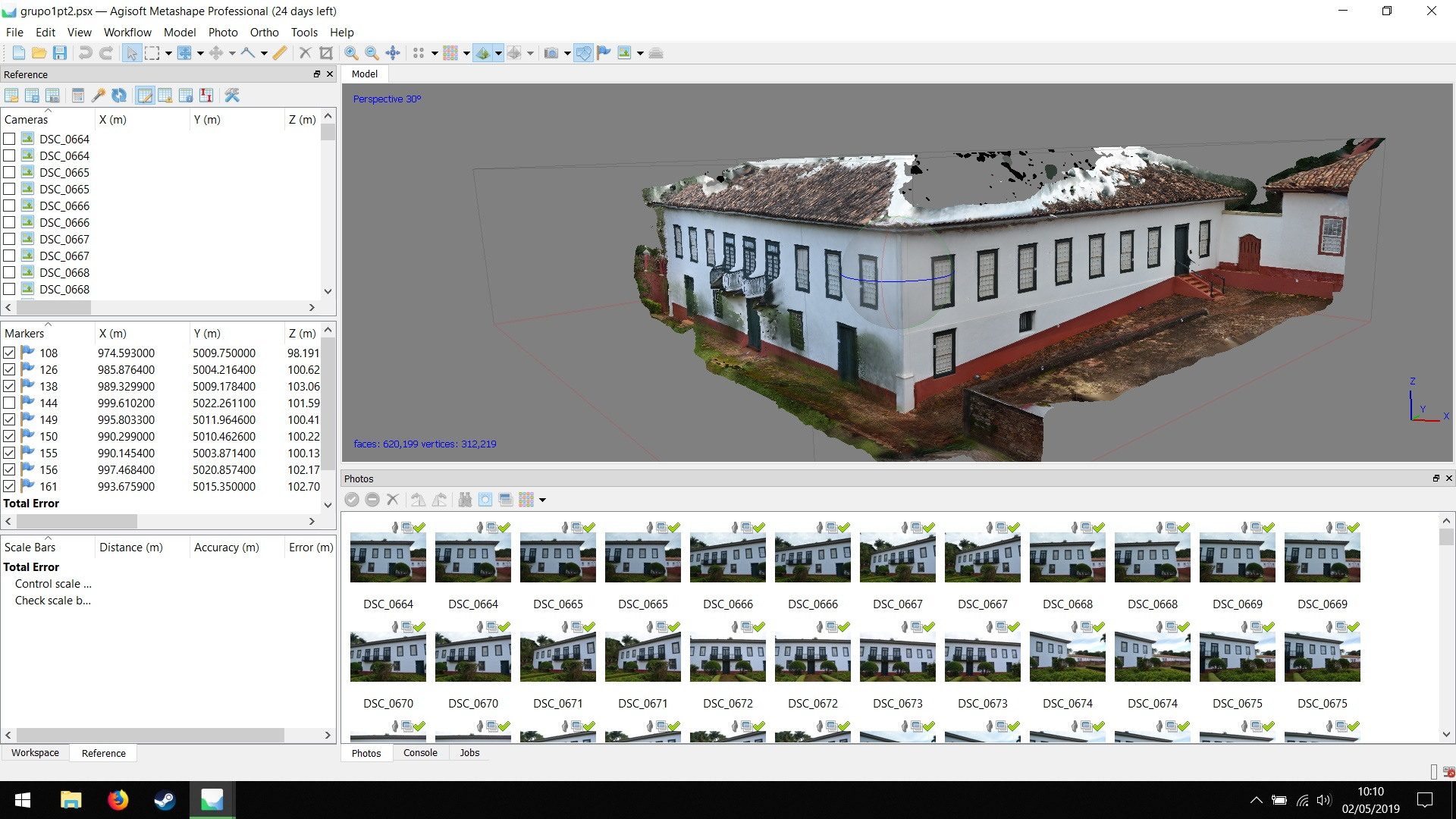
Fotogrametria de la seu de Fazenda do Pinhal, São Carlos-SP, Brasil

Fotogrametria és la primera eina tecnològica de teledetecció. Les propietats geomètriques dels objectes es determinen a partir d'imatges fotogràfiques. Històricament, la fotogrametria és tan vella com la fotografia. Per aquest motiu comença a partir del segle xix.

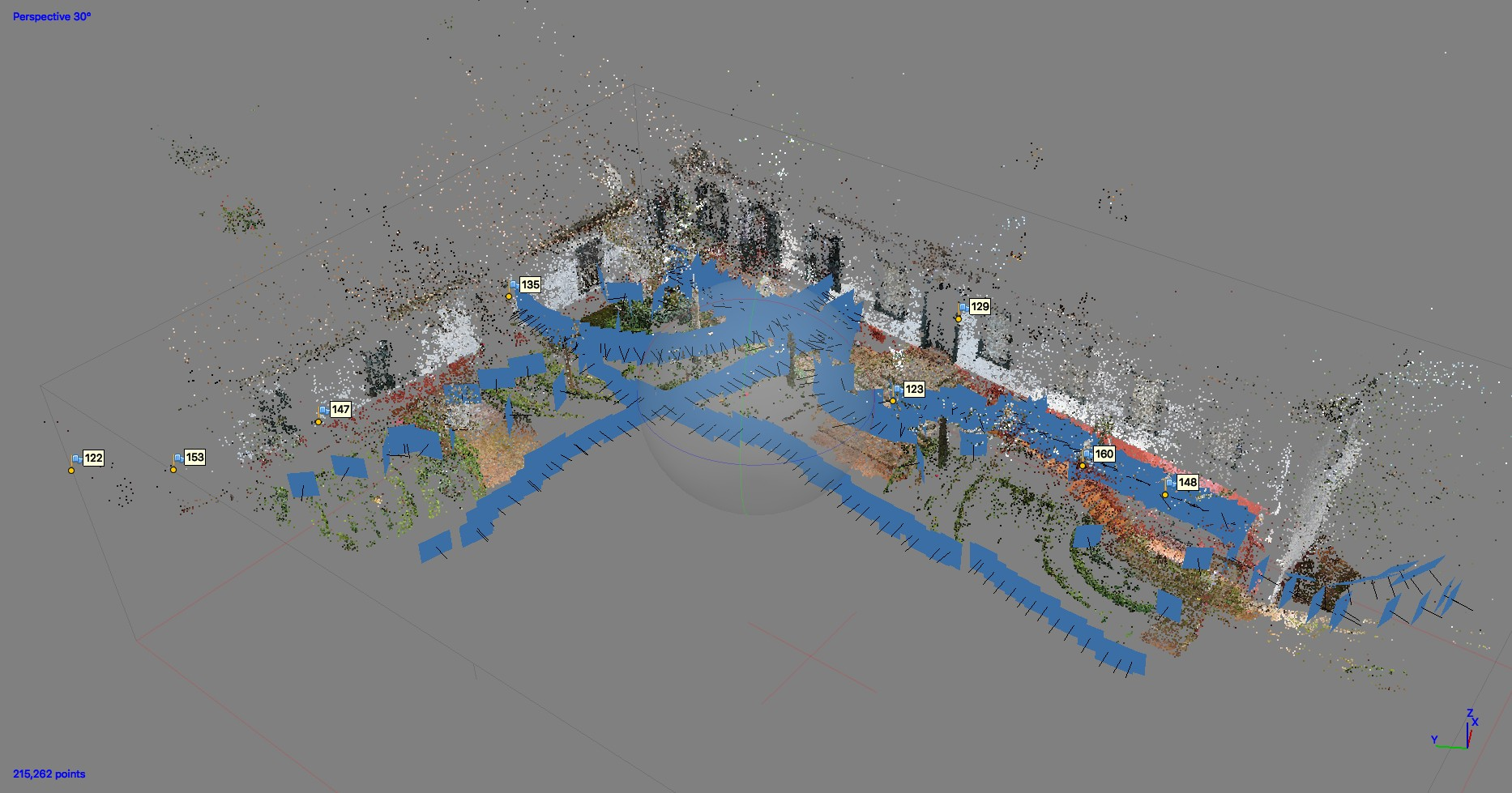
Fotogrametria de la seu de Fazenda do Pinhal, São Carlos-SP, Brasil

En l'exemple més senzill, el sistema de coordenades tridimensional dels punts d'un objecte estan determinats per càlculs i mesures fetes en dos o més imatges fotografies fetes des de posicions diferents (vegi estereoscòpia). Els punts comuns s'identifiquen sobre cada imatge. Es pot construir una recta, línia de mira o raig des de la localització de les càmeres fins a l'objecte. És la intersecció d'aquests raigs (triangulació) la que determina la localització tridimensional del punt. Uns algorismes més sofisticats poden utilitzar altres informacions que es coneixen sobre l'escena a priori (per exemple les simetries) per tal de, en alguns casos, fer reconstruccions de coordenades 3D des de només una posició de la càmera.
La fotogrametria s'utilitza en diferents camps, com la cartografia, l'arquitectura, l'enginyeria, la fabricació, el control de qualitat, la investigació policial, i la geologia, així com en meteorologia per, per exemple, determinar la velocitat del vent d'un tornado on les dades objectives no es poden obtenir. També es va utilitzar en la postproducció de la pel·lícula Fight Club per combinar acció en viu amb imatges generades per ordinador.
L'algorisme típic utilitzat en fotogrametria és l'ajust per mínims quadrats. La minimització es realitza sovint utilitzant l'algorisme Levenberg-Marquardt (o ajust per feixos).

## Classificació de la fotogrametria

### Segons els mètodes utilitzats

#### Fotogrametria digital

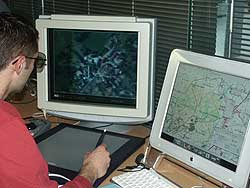
Instrument de restitució fotogramètrica numèrica GeoView.

La fotogrametria digital és un conjunt de tècniques digitals que permeten passar d'una fotografia a un model en tres dimensions de l'objecte fotografiat, amb la seva forma i les seves dimensions reals i no distorsionades per la perspectiva. L'aplicació més clàssica n'és l'obtenció de mapes a partir de fotografies aèries, però també s'aplica a l'arqueologia, la indústria meteorològica, la medicina forense, l'enginyeria ambiental, la documentació del patrimoni artístic, la cartografia, la topografia, etc.
1. Punt de suport (PA): Punt amb unes coordenades XYZ conegudes que s'utilitzarà per a realitzar l'orientació externa.
2. Punt de control (PC): Punt amb unes coordenades XYZ conegudes que s'utilitzarà per fer el control d'error.
3. Orientació interna: Encarregat de la reconstrucció dels feixos de raigs amb característiques homòlogues a les de la càmera fotogràfica que va originar aquestes imatges. En altres paraules, l'orientació interna tracta de reconstruir els feixos de raigs.
4. Orientació externa: Orienta els raigs formats a l'instrument fotogramètric, forma el model estereoscòpic i els dona als seus punts idèntiques característiques geomètriques i d'ubicació que els corresponents del terreny. Aquesta s'efectua mitjançant dos processos dependent, en alguns casos de l'altre, per la qual cosa a la pràctica es presenten com a processos iteratius i que són l'orientació relativa, que és el procediment mitjançant el qual es tracta d'intersecar els parells de raigs homòlegs formant-se així el model plàstic tridimensional en l'espai i l'orientació absoluta, mitjançant la qual es tracta de donar al model una escala adequada, ubicar-lo planimètricament en la posició que li correspon i anivellar-lo donant-li així una ubicació altimètrica respecte a un pla de referència, és a dir el procés d'anivellar, donar escala i ubicació planimètrica al model en qüestió. En altres paraules l'orientació externa tracta de reconstruir (a escala) les condicions de presa (posició de la càmera en el moment de la presa).

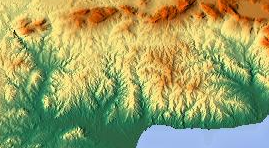
Topografia de les muntanyes de Màlaga.

En aquest procés compta amb tres tipus de dades: les fotografies, els punts de suport (PA) i els punts de control (PC).
Les fotografies són sotmeses al procés de normalització i orientació interna. A continuació, mitjançant els punts de suport (PA), es realitza l'orientació externa, la generació automàtica dels MDE (Models Digitals d'Elevacions) i el mosaic dels MDE. I finalment utilitzant els punts de control (PC) es realitza el control d'error. Amb aquest procés obtindrem el resultat final i l'estadística d'error i fiabilitat.
La fotogrametria digital requereix un equip específic compost per: un equip de vídeo (19 o 21 polzades), dispositius de visió estereoscòpica, CPU gràfica, Unitat Central de Procés general, perifèrics d'entrada/sortida (teclat, mouse, escàner, taula digitalitzadora i impressora), dispositiu de mesurament estereoscòpic i mòduls de programari dedicats a les operacions fotogramètriques.

### Segons el mesurament utilitzat
- Fotogrametria espacial.
- Aerofotogrametria
- Fotogrametria terrestre.
- Fotogrametria d'un objecte proper.

## Mètodes fotogramètrics

Model de dades de fotogrametria segons Georg Wiora.

Els mètodes fotogramètrics utilitzen tècniques de moltes disciplines incloent-hi l'òptica i geometria projectiva.